# Reynold Tschäppät
 (janvier 2017).
Reynold Tschäppät, né le 3 septembre 1917 à Malleray et mort le 3 juillet 1979 à Berne, est une personnalité politique suisse, membre du parti socialiste.

## Biographie
Reynold Tschäppät est issu d'une famille modeste tributaire de l’aide aux pauvres. Son père, Henri, sympathisant socialiste et employé de la poste ferroviaire, est licencié pour sa participation à la grève générale de 1918.
Reynold Tschäppät a étudié le droit et obtenu son diplôme à l'Université de Berne. Il a travaillé en 1943 comme employé au tribunal de Moutier, puis comme collaborateur (dès 1944), et enfin vice-directeur de la Division des réfugiés du Département fédéral de justice et police sous Heinrich Rothmund (de). Depuis 1946, il était marié à Lilly née Bürki  avec qui il a eu trois fils: Reynold, Alexander (ancien président de la ville de Berne) et Philipp.
Reynold Tschäppät a été élu au conseil municipal de Berne (1948-1960) puis trois ans plus tard au Grand Conseil du canton de Berne (1951-1963) pour le parti socialiste. En 1960, il entre à l'exécutif de la ville de Berne puis au Conseil national (1963). Il conservera ces deux mandats jusqu'à sa mort. 
En 1966, après un scrutin très disputé, il est élu à la présidence de la ville de Berne en obtenant 12 808 voix contre 12 429 voix pour le candidat du parti radical Gerhart Schürch (de). En 1979, Tschäppät pose sa candidature au Conseil des États, mais tombe malade peu après et meurt le 4 juillet 1979. Il a été enterré au cimetière de Bremgarten (BE). 
Le populaire « père de la ville »[réf. nécessaire] a dit : « Pour moi, Berne est la plus belle ville du monde. Je sais que chaque maire le dit de sa ville. La seule différence est la suivante: Berne, l'est ! »[citation nécessaire]

## Source de la traduction
- (de) Cet article est partiellement ou en totalité issu de l’article de Wikipédia en allemand intitulé « Reynold Tschäppät » (voir la liste des auteurs).